# Liotyphlops beui
Liotyphlops beui är en kräldjursart som beskrevs av  Ayrton Amaral 1924. Liotyphlops beui ingår i släktet Liotyphlops och familjen Anomalepididae. IUCN kategoriserar arten globalt som livskraftig. Inga underarter finns listade i Catalogue of Life.
Arten förekommer i östra Brasilien, i Paraguay och i norra Argentina. Den lever i skogar och i landskapet Cerradon. Individerna gräver i marken efter daggmaskar och insektslarver.